# Lawrence D. Tyson
Lawrence D. Tyson (Pitt megye, 1861. július 4. – Strafford, 1929. augusztus 24.) az Amerikai Egyesült Államok szenátora (Tennessee, 1925–1929).